# 871 أمنيريس
أمنيريس هو الكويكب رقم 871 الذي تم اكتشافه من قبل عالم الفلك ماكس ولف من مرصد هايدلبرغ وكان ذلك في 14 مايو من عام 1917 في ألمانيا. 